# Кошарка за жене на Летњим олимпијским играма 1980.
Кошаркашки турнир на Летњим олимпијским играма 1980. је други званични кошаркашки турнир на Олимпијских игара на којем су учествовале жене. Турнир је одржан у Москви, СССР. На завршном турниру је учествовало укупно 6 репрезентација и одиграно је укупно 17 утакмица.
Турнир се играо на једноструком систему, две првопласиране репрезентације из групе су се квалификовале за финале а треће и четвртопласиране репрезентације су играле међусобно за бронзану медаљу. Своју другу златну медаљу је освојила репрезентација СССРа, друго место је припало репрезентацији Бугарске а треће репрезентацији Југославије. Кошаркашки турнир женских репрезентација је такође је био погођен америчким бојкотом, на турниру нису биле неколико репрезентација представнице држава које су се придружиле бојкоту. Женска кошаркашка репрезентација Италије је учествовала на турниру али под окриљем олимпијске заставе.

## Југославија
Југославији је ово било прво учешће на женском кошаркашком олимпијском турниру.
Прво учешће на олимпијади женска кошаркашка репрезентација је обележила бронзаном медаљом а од финала су је делила само три коша у полуфиналној утакмици. У одлучујућем сусрету за пласман у групи улазак у „супер-финале“ искуснији тим Бугарске победио је са два коша предности. Југославија је на крају морала да се задовољи борбом за треће место у новом мечу са репрезентацијом Мађарском, а важност сусрета утицала је да овог пута Мађарице до самог финиша остану „у игри”. Најефикасније играчице у овом одлучујућем сусрету биле су Пекић (29) и Ђурковић (17). Тренер репрезентације био је Милан Васојевић, а Александар Станимировић други тренер.
Репрезентација Југославије је на шест утакмица остварила скор од четири победе и две изгубљене утакмице. Југословенски репрезентативци су на шест утакмица постигли 424 кошева а примили 429. Просек постигнутих кошева Југославије је био 70,66 по утакмици према 71,5 примљених и укупна негативна кош разлика од -5 кошева..

## Земље учеснице турнира
Свакој репрезентацији је омогућено да има највише 12 играча. На турниру је укупно било 72 играчице који су представљали 6 репрезентација учесница. На кошаркашком турниру је одиграно укупно 17 утакмица.
| - Бугарска - Италија - Југославија - Куба - Мађарска - Совјетски Савез |

## Резултати
| Репрезентација     | Бод. | Ута. | Поб. | Изг. | К+  | К-  |
| 1. Совјетски Савез | 10   | 5    | 5    | 0    | 553 | 316 |
| 2. Бугарска        | 9    | 5    | 4    | 1    | 440 | 405 |
| 3. Југославија     | 8    | 5    | 3    | 2    | 356 | 364 |
| 4. Мађарска        | 7    | 5    | 2    | 3    | 344 | 407 |
| 5. Куба            | 6    | 5    | 1    | 4    | 346 | 403 |
| 6. Италија         | 5    | 5    | 0    | 5    | 308 | 452 |

| 20. јул     |        |             |
| Италија     | 65–102 | Бугарска    |
| Југославија | 62–97  | СССР        |
| Куба        | 66–76  | Мађарска    |
| 22. јул     |        |             |
| Италија     | 81–85  | Југославија |
| Бугарска    | 83–122 | СССР        |
| Куба        | 70–83  | Мађарска    |
| 24. јул     |        |             |
| Мађарска    | 48–61  | Југославија |
| Бугарска    | 84–64  | Куба        |
| Италија     | 53–119 | СССР        |
| 25. јул     |        |             |
| Италија     | 57–69  | Југославија |
| 26. јул     |        |             |
| СССР        | 95–56  | Куба        |
| 27. јул     |        |             |
| Мађарска    | 75–90  | Бугарска    |
| 28. јул     |        |             |
| Италија     | 63–79  | Куба        |
| Југославија | 79–81  | Бугарска    |
| СССР        | 120–62 | Мађарска    |

### Утакмица за треће место
| Датум   | Репрезентација | Резултат | Репрезентација |
| ------- | -------------- | -------- | -------------- |
| 30. јул | Југославија    | 68-65    | Мађарска       |

### Финале
| Датум   | Репрезентација  | Резултат | Репрезентација |
| ------- | --------------- | -------- | -------------- |
| 30. јул | Совјетски Савез | 104-73   | Бугарска       |

## Медаље
| · 2. место · Бугарска · | · Олимпијски шампион · Совјетски Савез · 2. титула | · 3. место · Југославија · |

## Коначан пласман
| Поз.   | Репрезентација  |
| ------ | --------------- |
| Злато  | Совјетски Савез |
| Сребро | Бугарска        |
| Бронза | Југославија     |
| 4.     | Мађарска        |
| 5.     | Куба            |
| 6.     | Италија         |